# Mauro Baldi

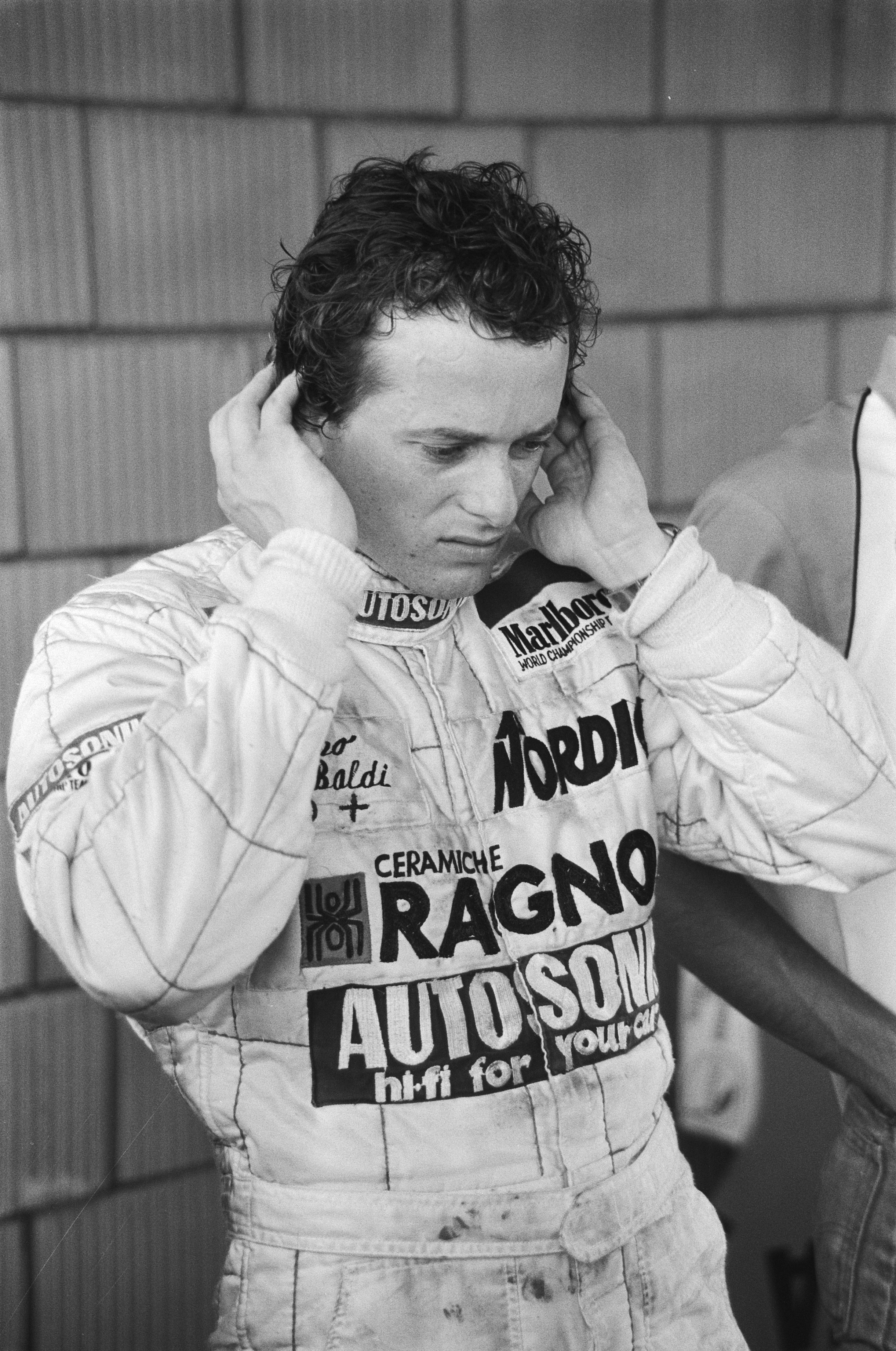
Baldi in 1982

Mauro Baldi (Reggio Emilia, 31 januari 1954) is een voormalige Italiaanse autocoureur, die tussen 1982 en 1985 in de Formule 1 actief was.
Aanvankelijk begon Baldi zijn autosportloopbaan in 1972 als rallyrijder. In 1975 stapte hij over op het racen op circuits in de Italiaanse Renault 5 Cup. In 1980 was hij opgeklommen tot de top in de Formule 3, won hij de Monaco F3 Grand Prix en werd hij in 1981 Europees Formula 3-kampioen met acht overwinningen.
Baldi debuteerde in 1982 in de Formule 1 bij de Grote Prijs van Brazilië en racete achtereenvolgens voor de teams van Arrows, Alfa Romeo en Spirit-Honda. In 1994 won hij samen met Yannick Dalmas en Hurley Haywood de 24 uur van Le Mans in een Porsche 962